# گارو آرمن
گارو آرمن (ارمنی: Կարո Արմեն؛ انگلیسی: Garo H. Armen؛ زادهٔ ۳۱ ژانویهٔ ۱۹۵۳) کارآفرین، مدیر ارشد فناوری و دانشمند در زمینه شیمی‌فیزیک ارمنی‌تبار اهل ایالات متحده آمریکا است. وی از دانشگاه واشینگتن در سن‌لوئیس و دانشگاه کرنل فارغ‌التحصیل شده است. وی بنیانگذار و رئیس اجرایی صندوق کودکان ارمنستان می‌باشد. وی همچنین بنیانگذار و رئیس اجرایی شرکت اجنوس می‌باشد.